# Šemetkovce
Šemetkovce – wieś (obec) na Słowacji w kraju preszowskim, powiecie Svidník.
Šemetkovce położone są w historycznym kraju Szarysz na szlaku handlowym z Węgier do Polski. Pierwsze wzmianki o wsi pochodzą z roku 1572.

## Zabytki
- Drewniana cerkiew greckokatolicka św. Michała Archanioła z 1752.